# Martin Sandberger
Martin Sandberger, född 17 augusti 1911 i Charlottenburg, död 30 mars 2010 i Stuttgart, var en tysk promoverad jurist och SS-Standartenführer (motsvarande överste). I egenskap av befälhavare för Sonderkommando 1a inom Einsatzgruppe A och chef för Sipo och Sicherheitsdienst i Estland var han en av de ansvariga för massmordet på judar i Baltikum under andra världskriget. Sandberger dömdes i Einsatzgruppenrättegången till döden men domen omvandlades till livstids fängelse; han släpptes dock redan 1958.

## Biografi
Sandberger studerade juridik vid universiteten i München, Köln, Freiburg im Breisgau och Tübingen. Sandberger blev medlem i Nationalsocialistiska tyska arbetarepartiet (NSDAP) och Sturmabteilung (SA) 1931 och kom även att vara verksam inom Nationalsocialistiska tyska studentförbundet (NSDStB). Vid Tübingens universitet var nazisterna tongivande redan före Adolf Hitlers maktövertagande i januari 1933. År 1933 promoverades han till juris doktor efter att ha framlagt avhandlingen Die Sozialversicherung im nationalsozialistischen Staat: Grundsätzliches zur Streitfrage: Versicherung oder Versorgung? År 1936 flyttade Sandberger över från SA till Schutzstaffel (SS) och anställdes vid Sicherheitsdienst (SD) i Württemberg. Sandberger inträdde i SD på anmodan av Gustav Adolf Scheel för att verka som förbindelseofficer mellan NSDStB, SD och DAI (Deutsches Ausland-Institut).

### Operation Barbarossa
I gryningen den 22 juni 1941 anföll Tyskland sin tidigare bundsförvant Sovjetunionen och inledde den omfattande Operation Barbarossa. Enligt Tysklands Führer Adolf Hitler innebar kriget mot Sovjetunionen ett ideologiskt förintelsekrig och den ”judisk-bolsjevikiska intelligentian” måste elimineras. Efter de framryckande tyska arméerna följde Einsatzgruppen, mobila insatsgrupper. Chefen för Reichssicherheitshauptamt, Reinhard Heydrich, gav insatsgrupperna i uppdrag att mörda judar, romer, partisaner, politiska kommissarier (så kallade politruker) och andra personer som ansågs hota Tredje rikets säkerhet. Beträffande insatsgruppernas massmord på judar mördades initialt endast män, men i augusti 1941 gav Reichsführer-SS Heinrich Himmler order om att massmordet även skulle inbegripa kvinnor och barn. Mellan juni och december 1941 mördades mellan 500 000 och 800 000 judiska män, kvinnor och barn.
Sandberger utnämndes i juni 1941 till befälhavare för Sonderkommando 1a inom Einsatzgruppe A som i Baltikum följde Armégrupp Nord i spåren. Under Sandbergers befäl opererade Sonderkommando 1a i bland annat Tilsit, Liepāja, Šiauliai, Viljandi, Pärnu, Tartu, Tallinn och Narva. I december 1941 utsågs han till chef för Sicherheitspolizei (Sipo) och Sicherheitsdienst (SD) i Estland. Sandberger organiserade estniska milisgrupper som skulle förstärka det tyska Sonderkommando 1a.
Från januari 1944 fram till krigsslutet var Sandberger chef för avdelning VI:A inom Reichssicherheitshauptamt, Nazitysklands säkerhetsministerium. Avdelningen handhade allmänna frågor rörande säkerhets- och underrättelsefrågor i utlandet.

### Efter andra världskriget
I slutet av september 1947 ställdes Sandberger och 22 andra före detta befälhavare och medlemmar av Einsatzgruppen inför rätta inför en amerikansk militärdomstol. I sin dom mot Sandberger fastslår rätten att den åtalade villigt utförde den så kallade Führerordern, det vill säga att fysiskt utrota alla för Tredje riket misshagliga personer. Enligt rätten är det klarlagt att Sandberger har varit närvarande vid arkebuseringar av bland annat judar och diskuterat aktionerna med Walter Stahlecker, befälhavare för Einsatzgruppe A. Sandberger var även ansvarig för inrättandet av fång- och koncentrationsläger, bland annat i Harku i Estland och i Pskov i Ryssland. I det senare lägret internerades 450 judar, vilka sedermera mördades.
Domstolen fann att Sandberger var skyldig i enlighet med samtliga tre åtalspunkter: 1) krigsförbrytelser, 2) brott mot mänskligheten och 3) medlemskap i en kriminell organisation, SS. Den 10 april 1948 dömdes Sandberger till döden genom hängning. Högste kommissionär John J. McCloy omvandlade i januari 1951 straffet till livstids fängelse, men Sandberger frisläpptes redan i maj 1958. Sandberger avled i Stuttgart den 30 mars 2010.